# Kultura Saqqaq
Kultura Saqqaq – kultura archeologiczna starożytnej Grenlandii.
Jest jedną z najstarszych znanych społeczności wyspy. Została tak nazwana od miejscowości o tej samej nazwie. Według powszechnie obowiązującej teorii przedstawiciele tej kultury mieli przybyć do północno-zachodnich wybrzeży wyspy około 4400–4500 lat temu. Według innych źródeł środkowo-zachodnie wybrzeże w okolicy dzisiejszego Sisimiut – położonego niecałe 400 km na południe od Saqqaq – zasiedlili dopiero około 4000 lat temu. Kultura ta zajmowała obszar prawie całego zachodniego wybrzeża, począwszy od okolic Qaanaaq (Thule) na północy aż do Nanortalik na południu oraz wschodnie wybrzeże od Nanortalik do Kangertittivaq (Scoresbysund) na środkowo-wschodnim wybrzeżu. Zanikła prawdopodobnie około 2800 lat temu.
Odkryto wiele znalezisk z tego okresu, głównie wyroby ze skóry, kości, drewna, chalcedonu, agatu i kwarcu oraz ruiny domów. Nieznany jest natomiast ich język oraz zwyczaje pogrzebowe.
W lutym 2010 roku czasopismo naukowe Nature ogłosiło wyniki badań genetycznych odkrytego fragmentu skóry z włosami, której wiek metodą radiowęglową oszacowano na 4044 lata. Na podstawie wyników oraz porównania genomu z próbkami współczesnymi określono, że szczątki należały do człowieka spokrewnionego bezpośrednio z pochodzącymi z Syberii Koriakami i Czukczami.